# .vlaanderen
.vlaanderen (nom de la région en néerlandais) est un domaine de premier niveau générique d'Internet qui s’adresse aux institutions, entreprises, associations souhaitant s'identifier à la Région flamande. Il permet d'utiliser l'extension .vlaanderen pour leur site internet ou leur adresse mail. Cette extension est commercialisée depuis décembre 2014.

## Histoire
Le parti d'extrême droite indépendantiste Vlaams Belang a introduit un projet de résolution devant le Parlement flamand pour demander la création d'un nom de domaine de premier niveau .vl (pour Vlaanderen, Flandre en néerlandais), mais qui n'a pas abouti faute du manque de soutien de cette résolution par les autres partis politiques. Le gouvernement régional flamand a par ailleurs argüé du fait qu'une telle initiative se trouvait hors de ses compétences.
En janvier 2012, le gouvernement flamand soumet une demande à l’ICANN pour la création du domaine .vlaanderen.
Depuis septembre 2014, n'importe quel particulier peut enregistrer un site au nom de domaine .vlaanderen .

## Statistiques d'usage
En janvier 2025, environ 5 700 domaines utilisent l'extension .vlaanderen.